# マーク・メシエ
マーク・メシエ（Mark Douglas John Messier、1961年1月18日 - ）は、カナダ連邦アルバータ州エドモントン生まれの元プロアイスホッケー選手。ポジションはセンター。
NHLでは、センターとして1979年から2005年までの四半世紀余りに渡って、エドモントン・オイラーズ、ニューヨーク・レンジャース及びバンクーバー・カナックスで活躍したほか、WHAのインディアナポリス・レイサーズ (Indianapolis Racers) 、シンシナティ・スティンガーズ (Cincinnati Stingers) にも在籍した。
愛称は"ムース"（"Moose"、大型のヘラジカ）。その猛々しく、決断力にあふれ、ぴりぴり張り詰めた緊張感、そして感情むき出しのリーダーシップとともに、人をあっといわせるパフォーマンスでカリスマ的ともいれる印象をホッケー界に残した。スペルが似ていることから、1991年からのレンジャーズ在籍時は"メシア"("Messsiah"、救世主)とも言われていた。
2つの異なるスタンレー・カップ優勝チーム（オイラーズ、レンジャース）で、それぞれキャプテンを務め（2005年現在で1人だけ）、合計では6度のカップ優勝を経験している。

## 経歴
1978年に当時17歳でWHAのインディアナポリス・レイサーズと5試合のトライアウト契約を結ぶが、5試合で得点を挙げることが出来ず、経営難のレイサーズは閉鎖直前にメシエを放出。新たにシンシナティ・スティンガースと契約したが、47試合出場で1ゴールのみにとどまった。
1979年、WHAが経営難のため閉鎖となりスティンガースは解散した。その後、NHLのドラフトでエドモントン・オイラーズに指名され、入団、前年レイサーズで共にデビューしたウェイン・グレツキーと再び同じチームになった。徐々に頭角を現し、1981－1982シーズンにはオールスターゲームの第1チームに選抜され、その翌シーズンには早くもシーズン100ポイント越えの好成績を残した。
1988年には、ロサンゼルス・キングスに移籍したグレツキーの後継としてオイラーズのキャプテンに就任した。
レギュラーシーズンのポイント数1,887（694ゴール、1,193アシスト）は2005年の引退時においてNHL歴代2位であるが、それにもましてプレイオフにおける勝負強さが高く評価されることが多い。例えば、1984年のスタンレー・カップ決勝では、強豪ニューヨーク・アイランダーズを追走するエドモントン・オイラーズを率い、敵チームのディフェンスを1対1でかわすと相手ゴーリーを至近距離からの巧妙なリストショットで翻弄しゴールを上げた。そして、このシリーズが終わってみると、プレイオフ最優秀選手賞（コーン・スマイス賞）を獲得したのは、同僚ウェイン・グレツキーでなく、メシエであった。
それまでもスーパースターの地位を確立していたが、いわゆる「メシエ伝説」が誕生したのは、1994年の東部カンファランス決勝のことである。このシリーズで2勝3敗と窮地に立たされ、ニューヨークのメディアの前で、第6戦の勝利を公言してはばからなかった。そして、その言葉通り、2点のリードを許していた第3ピリオドでハットトリックを記録し、ニューヨーク・レンジャースを勝利に導いたのである。このシリーズを勝ち上がったレンジャースは54年ぶりにスタンレー・カップ優勝を果した。そしてカップ第7戦でも決勝点を決めたのである。
1994年のスタンレー・カップは現役時代後半の境目となった。1994-1995シーズンはロックアウトがあったが、53試合で64ポイントを上げた。1995-1996シーズン、既に35歳になろうとしていたが、1991-1992シーズンに記録した100ポイント越えに迫る99ポイントをたたき出した。
その翌シーズンでも84ポイントを記録し、36歳になっていたにもかかわらずバンクーバー・カナックスから5年間で3千万ドルとも伝えられる破格の条件のオファーを受け、フリーエージェントで入団を決めた。
この当時6年ぶりにアメリカ合衆国から母国のチームに再加入したメシエに対するカナダ人の期待は高かったが、1997-1998シーズンには60ポイントと平凡な記録に終わり、カナックスでの残り2シーズンも怪我でフル出場はならなかった。こうして3年間で162ポイントでカナックスを退団することとなった。
既に選手として充分な名声をものにしていたが、再びニューヨークに戻ってレンジャース復帰を果すこととなる。2000-2001シーズン、40歳で67ポイントをマークしたが、これはカナックス時代のどの成績よりも優れている。しかし、翌シーズンには約半分の試合に欠場し23ポイントに終わった。また、その翌年も40ポイントに終わっている。
2003-2004シーズンは、大方のファンから現役最終年になるといわれた。2003年11月11日のダラス・スターズ戦で、通算ポイント数でゴーディ・ハウを抜き去る2ポイントを上げた。そして、その11日後、アルバータ州エドモントンで行われたヘリテイジ・クラシックで唯一の現役選手として出場した。同シーズンのマディソンスクウェアガーデン最終戦では、パックを持つたびに喝采を浴び、試合終了後リンクを周回しながらスタンドに挨拶を送ると、スタンディングオベーションを受けた。43歳になろうとしていたメシエについて、大方のメディアは引退を予測する旨を報じた。そして、2004年から2005年のNHLロックアウトによるNHLシーズンの全試合中止のあと、2005年9月12日に正式な引退が発表された。
引退するまでにNHLのレギュラーシーズン公式戦では、ゴーディ・ハウにわずか11試合及ばない1,767試合に出場したが、この記録は多くの者から、更新不可能な記録であると考えられている。また、レギュラーシーズン・プレイオフ通算では1,992試合という最高記録（2005年時点）を保持している（ちなみに、ゴーディ・ハウの同記録は1,924試合）。NHLで4半世紀にわたってプレーしたことのある稀有な選手である。
2006年1月12日、背番号11番の永久欠番セレモニーが「マーク・メシエ」ナイトと銘打たれ行われた。
このセレモニーは2005-2006シーズンの試合の後に行われ、試合は延長戦にヤロミール・ヤーガーが決勝ゴールを決め勝利し、セレモニーに花を添えた。
2007年2月26日にエドモントンよりメシエの故郷セント・アルバートへと続くセント・アルバート・トレイルの一部をマークメシエ・トレイルとすることが発表された。
2007年2月27日にオイラーズの本拠地レクソール・プレイスにて永久欠番授与式が執り行なわれた。彼の名は彼のつけていた11番とともにレクソール・プレイス、そして2016年からの本拠地ロジャーズ・プレイスに永久に飾られる事となった。

## 家族
父親のダグラスは自身NHLに所属した経験はないものの、メシエの幼い頃から、ジュニアホッケーの Spruce Grove Mets やセントアルバート・セインツ (St. Albert Saints) でコーチと精神的主導者の役割を果たした。また兄弟のポールは、NHLにかつて存在したコロラド・ロッキーズのセンターであった。従兄弟のミッチ及びジョビーもNHLのチームに所属した。 

## 人物
故郷アルバータ州のセント・アルバートでは伝説の人物となっており、その地域に所在するキャンベル・アリーナにはメシエの名前が冠されている。

## 詳細情報

### 通算成績
| 1976-1977 | Spruce Grove                   | AJHL    | 57   | 27  | 39   | 66   | 91   | -   | -   | -   | -   | -   |
| 1977-1978 | セント・アルバート             | AJHL    | 54   | 25  | 49   | 74   | 194  | -   | -   | -   | -   | -   |
| 1977-1978 | ポートランド                   | WHL     | -    | -   | -    | -    | -    | 7   | 4   | 1   | 5   | 2   |
| 1978-1979 | セント・アルバート             | AJHL    | 17   | 15  | 18   | 33   | 64   | -   | -   | -   | -   | -   |
| 1978-1979 | インディアナポリス・レイサーズ | WHA     | 5    | 0   | 0    | 0    | 0    | -   | -   | -   | -   | -   |
| 1978-1979 | シンシナチ・スティンガーズ     | WHA     | 47   | 1   | 10   | 11   | 58   | -   | -   | -   | -   | -   |
| 1979-1980 | ヒューストン                   | CHL     | 4    | 0   | 3    | 3    | 4    | -   | -   | -   | -   | -   |
| 1979-1980 | エドモントン・オイラーズ       | NHL     | 75   | 12  | 21   | 33   | 120  | 3   | 1   | 2   | 3   | 2   |
| 1980-1981 | エドモントン・オイラーズ       | NHL     | 72   | 23  | 40   | 63   | 102  | 9   | 2   | 5   | 7   | 13  |
| 1981-1982 | エドモントン・オイラーズ       | NHL     | 78   | 50  | 38   | 88   | 119  | 5   | 1   | 2   | 3   | 8   |
| 1982-1983 | エドモントン・オイラーズ       | NHL     | 77   | 48  | 58   | 106  | 72   | 15  | 15  | 6   | 21  | 14  |
| 1983-1984 | エドモントン・オイラーズ       | NHL     | 73   | 37  | 64   | 101  | 165  | 19  | 8   | 18  | 26  | 19  |
| 1984-1985 | エドモントン・オイラーズ       | NHL     | 55   | 23  | 31   | 54   | 57   | 18  | 12  | 13  | 25  | 12  |
| 1985-1986 | エドモントン・オイラーズ       | NHL     | 63   | 35  | 49   | 84   | 68   | 10  | 4   | 6   | 10  | 18  |
| 1986-1987 | エドモントン・オイラーズ       | NHL     | 77   | 37  | 70   | 107  | 73   | 21  | 12  | 16  | 28  | 16  |
| 1987-1988 | エドモントン・オイラーズ       | NHL     | 77   | 37  | 74   | 111  | 103  | 19  | 11  | 23  | 34  | 29  |
| 1988-1989 | エドモントン・オイラーズ       | NHL     | 72   | 33  | 61   | 94   | 130  | 7   | 1   | 11  | 12  | 8   |
| 1989-1990 | エドモントン・オイラーズ       | NHL     | 79   | 45  | 84   | 129  | 79   | 22  | 9   | 22  | 31  | 20  |
| 1990-1991 | エドモントン・オイラーズ       | NHL     | 53   | 12  | 52   | 64   | 34   | 18  | 4   | 11  | 15  | 16  |
| 1991-1992 | ニューヨーク・レンジャース     | NHL     | 79   | 35  | 72   | 107  | 76   | 11  | 7   | 7   | 14  | 6   |
| 1992-1993 | ニューヨーク・レンジャース     | NHL     | 75   | 25  | 66   | 91   | 72   | -   | -   | -   | -   | -   |
| 1993-1994 | ニューヨーク・レンジャース     | NHL     | 76   | 26  | 58   | 84   | 76   | 23  | 12  | 18  | 30  | 33  |
| 1994-1995 | ニューヨーク・レンジャース     | NHL     | 46   | 14  | 39   | 53   | 40   | 10  | 3   | 10  | 13  | 8   |
| 1995-1996 | ニューヨーク・レンジャース     | NHL     | 74   | 47  | 52   | 99   | 122  | 11  | 4   | 7   | 11  | 16  |
| 1996-1997 | ニューヨーク・レンジャース     | NHL     | 71   | 36  | 48   | 84   | 88   | 15  | 3   | 9   | 12  | 6   |
| 1997-1998 | バンクーバー・カナックス       | NHL     | 82   | 22  | 38   | 60   | 58   | -   | -   | -   | -   | -   |
| 1998-1999 | バンクーバー・カナックス       | NHL     | 59   | 13  | 35   | 48   | 33   | -   | -   | -   | -   | -   |
| 1999-2000 | バンクーバー・カナックス       | NHL     | 66   | 17  | 37   | 54   | 30   | -   | -   | -   | -   | -   |
| 2000-2001 | ニューヨーク・レンジャース     | NHL     | 82   | 24  | 43   | 67   | 89   | -   | -   | -   | -   | -   |
| 2001-2002 | ニューヨーク・レンジャース     | NHL     | 41   | 7   | 16   | 23   | 32   | -   | -   | -   | -   | -   |
| 2002-2003 | ニューヨーク・レンジャース     | NHL     | 78   | 18  | 22   | 40   | 30   | -   | -   | -   | -   | -   |
| 2003-2004 | ニューヨーク・レンジャース     | NHL     | 76   | 18  | 25   | 43   | 42   | -   | -   | -   | -   | -   |
| NHL合計   | NHL合計                        | NHL合計 | 1756 | 694 | 1193 | 1887 | 1910 | 236 | 109 | 186 | 295 | 244 |

### 表彰
- NHLオールスター第1チーム選抜 1982年、1983年、1990年、1992年
- NHLオールスター第2チーム選抜 1984年、
- コーン・スマイス賞 1984年
- レスター・B・ピアソン賞 1990年、1992年
- ハート記念賞 1990年、1992年